# Toño Díez
Antonio "Toño" Díez Mateo (Valladolid, 12 de enero de 1953-Valladolid, 29 de mayo de 2025) fue un futbolista español que se desempeñaba como defensa.

## Clubes
| Club               | País   | Año         |
| ------------------ | ------ | ----------- |
| Real Valladolid CF | España | 1975 - 1981 |
| RCD Mallorca       | España | 1981 - 1982 |